# Studia theodisca

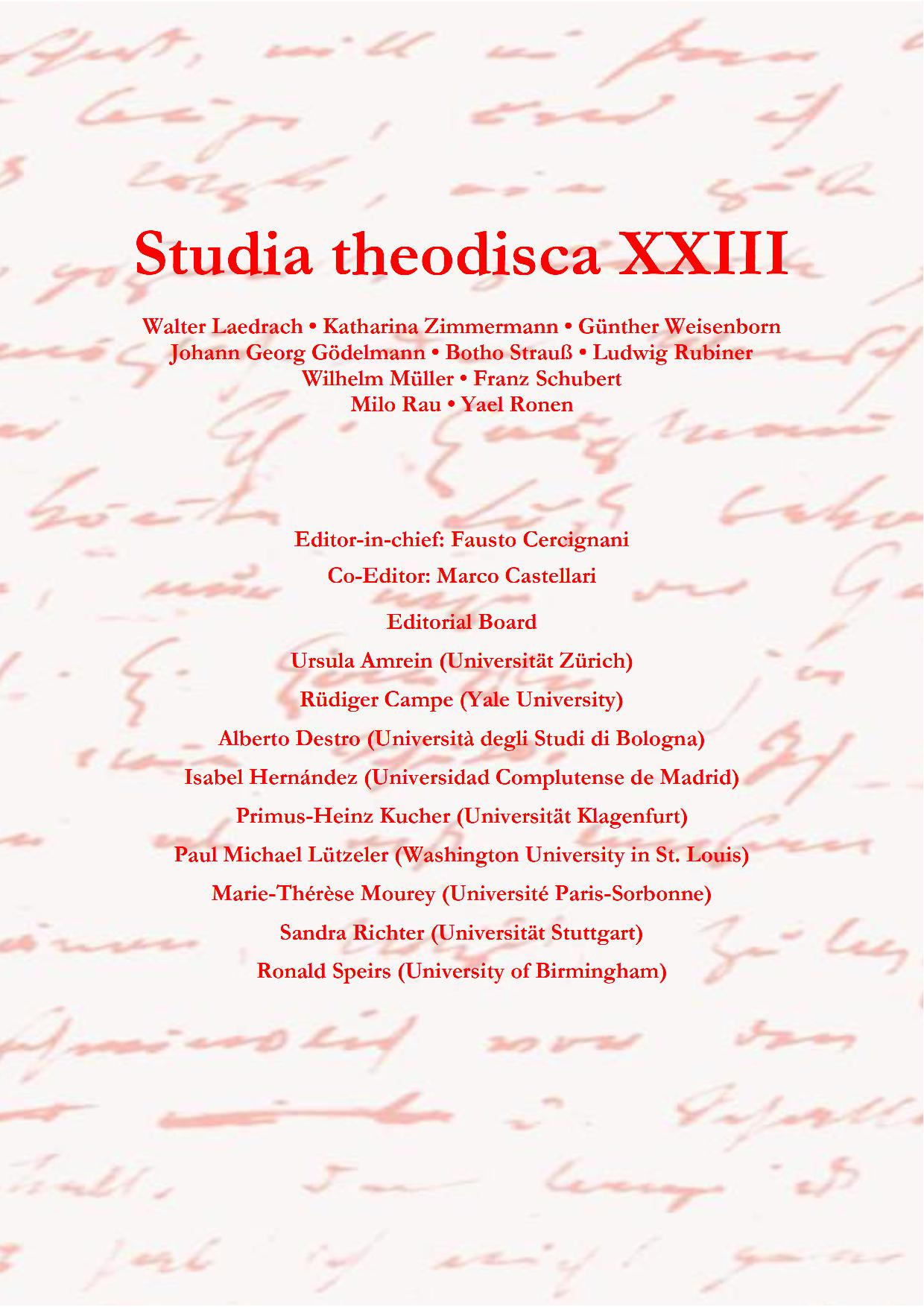
Coverbild von „Studia theodisca“ 23 (2016)

Studia theodisca (e-ISSN 2385-2917) ist ein internationales Periodikum für das Studium der Literaturen und Kulturen der deutschsprachigen Länder.
Es erscheint jährlich, im Herbst, als elektronische wissenschaftliche Peer-Review-Open-Access-Fachzeitschrift. Es wird mit OJS (Open Journal Systems) betrieben und im Rahmen des Projekts Zeitschriften (Riviste UNIMI) der Fakultät für Geisteswissenschaften der Universität Mailand  publiziert.
Studia theodisca wurde 1994 von Fausto Cercignani gegründet und ist immer noch von ihm herausgegeben.
Die Zeitschrift erschien zum ersten Mal als elektronische Publikation mit Band XVIII (2011).
Die Bände I-XVII erschienen im Druck (p-ISSN 1593-2478) zwischen 1994 und 2010, aber sie sind jetzt als durchsuchbare PDF-Dateien auf der Website der Zeitschrift frei zugänglich.
Studia theodisca ist indiziert in:
- ESCI - Web of Science’ Emerging Sources Citation Index
- DOAJ - Directory of Open Access Journals
- ERIH PLUS - The European Reference Index for the Humanities and the Social Sciences
- EZB - Elektronische Zeitschriftenbibliothek
- ZDB - Zeitschriftendatenbank
- BASE - Bielefeld Academic Search Engine
- ROAD - Directory of Open Access Scholarly Resources
- PLEIADI - Portale per la Letteratura Scientifica
- WorldCat - The world’s largest library catalog